# Yasuko Tajima
Yasuko Tajima, född 8 maj 1981 i Kanagawa prefektur, är en japansk före detta simmare.
Tajima blev olympisk silvermedaljör på 400 meter medley vid sommarspelen 2000 i Sydney.